# Baotianmansaurus
Baotianmansaurus – rodzaj zauropoda z grupy Titanosauriformes żyjącego w późnej kredzie na terenie dzisiejszych Chin. Jego szczątki odnaleziono w osadach formacji Gaogou w prowincji Henan. Baotianmansaurus cechował się m.in. dobrze wykształconym systemem blaszek na spodniej stronie kręgów. Wyrostek poprzeczny wspierany był czterema blaszkami. Gatunkiem typowym rodzaju jest Baotianmansaurus henanensis, opisany w 2009 roku przez Zhanga i współpracowników.